# Margaret Brent
Margaret Brent, (Gloucestershire, Anglaterra, c. 1600/01 — Westmoreland, EUA, 1669/71) fou una advocadessa i una poderosa terratinent colonial britànica que fou anomenada primera feminista d'Amèrica del Nord.